# Basehor, Kansas
Basehor là một thành phố thuộc quận Leavenworth, tiểu bang Kansas, Hoa Kỳ. Năm 2010, dân số của xã này là 4613 người.

## Dân số
Dân số các năm:
- Năm 2000: 2238 người
- Năm 2010: 4613 người